# Conflits navals algéro-portugais
Batailles
Bombardement d'Alger (1784)
Action du 26 mai 1789
Action du 27 mai 1802
Les conflits navals algéro-portugais sont une série de batailles et escarmouches à la fin du XVIIIe siècle et début XIXe siècle, entre la flotte du Royaume de Portugal et celle de la Régence d'Alger. Ils s’inscrivent principalement dans un contexte plus large de rivalité entre les puissances européennes et les régences barbaresques. Les hostilités entre les deux pays ont conduit à la signature d'un traité de paix et d'amitié le 14 juin 1813.

## Contexte
Les confrontations navales entre les navires algériens et portugais ont duré plus de deux siècles. Les portugais ont participé en 1784 aux côtés de l'Espagne lors de la deuxième campagne d'Antoine Barcelo contre la ville d'Alger, avec une flotte composée de quatre navires. Ces guerres ont continué jusqu'à ce que les Portugais signent un traité de paix avec là régence en 1810, et lui règlent une lourde indemnité. En effet, il y eut des batailles navales entre marins algériens et portugais à partir du XVIIe siècle, notamment à proximité du détroit de Gibraltar et de la partie orientale de l'océan Atlantique. Ces batailles s'intensifièrent dangereusement dans le dernier tiers du XVIIIe siècle et les premières années du XIXe siècle, notamment après la conclusion d'un traité entre l'Algérie et l'Espagne en 1786. L'affrontement est né du refus du Portugal de payer des impôts aux Algériens. Au cours d'une seule bataille, les marins algériens ont réussi à capturer 16 navires et 118 prisonniers, ainsi qu'une quantité considérable de marchandises,.

## Déroulement
En 1793, grâce à la médiation britannique, une trêve d'un an est conclue entre les Portugais et les Algériens,,, au cours de laquelle le Dey est informé que le Portugal était prêt à payer 2 400 000 francs pour finaliser la trêve, améliorant ainsi les chances de sa réussite. Cependant, la trêve est de courte durée, après que le Portugal ait commencé à protéger les navires américains contre les corsaires algériens. Mais une nouvelle trêve est rétablie en 1795, bien que les batailles navales aient repris un an plus tard, en 1796.
En 1799, sous le commandement du Raïs Ben Tabak, plusieurs Chebec réussissent à capturer 79 marins portugais et leur navire de guerre. Le 27 mai 1802, Raïs Hamidou réussit à capturer une frégate portugaise en la trompant en lui faisant croire que son navire est anglais. Il capture également les 282 marins, ainsi que 48 canons. Le lendemain, le 28 mai, il capture une autre frégate avec 202 marins et 36 canons.
En 1803, Raïs Hamidou réussit à capturer plusieurs hommes d'élite portugais. Le 19 mars 1806, les Algériens parviennent à capturer plusieurs navires du Portugal et de Hambourg,. En 1807, à l'issue d'une mission réussie, Raïs Hamidou obtient un trophée d'esclave portugais, qu'il revend ensuite au Maroc alaouite pour 11 787 francs,. En octobre 1808, Raïs Hamidou capture deux navires portugais chargés de charbon et de blé, ainsi que 74 hommes,. En 1810, une force navale algérienne capture 3 navires portugais pleins de tabac. Le commandant rend deux des bateaux et garda le troisième pour lui.

## Conséquences
Le 6 juillet 1810, une trêve est signée entre le Portugal et le dey d’Alger selon laquelle, en échange du paiement d’une importante compensation et de la délivrance de 79Algériens emprisonnés à Lisbonne, il s’engage à libérer 581 Portugais et 34 esclaves qui étaient captifs à Alger. La libération s’effectue en trois groupes et s’achève le 23 juin 1812.
Le 14 juin 1813, le Portugal est contraint de signer un traité avec l'Algérie, s'engageant à payer un total de 1 027 000 francs, dont 690 000 pour réparations de guerre et 337 000 pour le retour de 615 prisonniers portugais. Le traité est signé entre Dey Hadj Ali et le roi du Portugal Jean IV, en plus de cela, le Portugal devrait payer 16 000 dollars de cadeaux au Dey d'Alger,,,.